# Rajhrad (przystanek kolejowy)
Rajhrad – przystanek kolejowy w Rajhradzie, w kraju południowomorawskim, w Czechach. Znajduje się na wysokości 200 m n.p.m. Położony w południowej części miejscowości, równolegle do drogi nr 425.
Jest zarządzany przez Správę železnic. Na przystanku istnieje możliwość zakupu biletów i rezerwacji miejsc. Przystanek składa się z dwóch peronów krawędziowych, wyposażonych w wiaty przystankowe. Dostęp do peronów umożliwia przejście podziemnie, oraz winda dla osób niepełnosprawnych. Perony również przystosowane są do osób niewidomych i słabo widzących (linie naprowadzające).
Przystanek stanowi również lokalne centrum przesiadkowe. W południowej części zbudowano plac dla komunikacji autobusowej oraz wiaty przystankowe.

## Linie kolejowe
- 250 Havlíčkův Brod - Brno - Kúty